# Hauptstrasse 125
Die Hauptstrasse 125 (französisch Route principale 125) ist eine Schweizer Hauptstrasse im Bezirk Nyon im Kanton Waadt. Sie verbindet die Hauptstrasse 1, die am Jurasüdfuss bei Gland nahe am Ufer des Genfersees verläuft, mit Saint-Cergue unweit vom Jurapass Col de la Givrine, östlich des Berges La Dôle.
Die zwei Abschnitte der insgesamt etwa 19 Kilometer langen Route werden im Strassensystem des Kantons Waadt als «Kantonsstrasse 25»  und «Kantonsstrasse 26» bezeichnet.

## Verlauf
Die Hauptstrasse 125 beginnt südöstlich von Gland, 900 m vom Ufer des Genfersees entfernt, auf der Höhe von 401 m ü. M. im Waldgebiet Bochet an einem Kreisel der Hauptstrasse 1, die auf diesem Abschnitt Route Suisse genannt wird. Die etwa drei Kilometer lange Strasse in Gland heisst Avenue du Mont-Blanc, weil vom Dorf aus in ihrer Richtung weit in der Ferne das Gebirgsmassiv des Mont Blanc in den Alpen zu sehen ist.
Der erste Abschnitt der Strasse wurde in den 1960er Jahren als Zubringer von der Hauptstrasse 1 zur Autobahnzufahrt Gland gebaut. Die neue Strasse unterquert das Gleisfeld des Bahnhofs Gland, mit dem Werkgleis zur Kiesgrube Ballastière der Firma Ronchi, und daneben die Strasse Route de Nyon. Nach dem Bau der Unterführung konnten die beiden Niveauübergänge beim Bahnhof an der stark befahrenen Eisenbahnstrecke Lausanne–Genf aufgehoben werden.
Die von der Hauptstrasse 125 gequerte Route de Nyon gehört zu den älteren Waadtländer Jurasüdfussstrassen. Sie überquert einen Kilometer weiter westlich mit der historischen Brücke Pont-Farbel den Fluss Promenthouse.

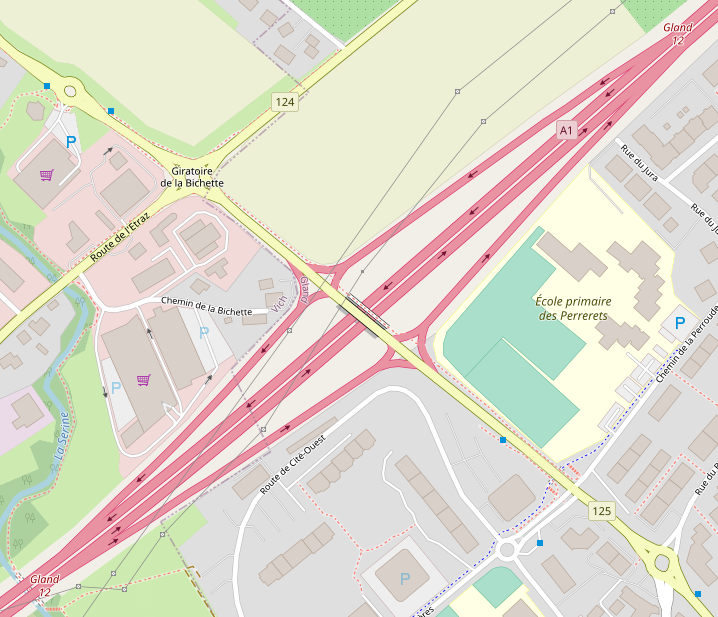
Autobahnzufahrt Gland

Die Hauptstrasse 125 führt vom Bahnhofareal weiter in nordwestlicher Richtung durch das alte Ortszentrum von Gland. Von 1906 bis 1954 diente sie auch als Trassee für die Überlandstrassenbahn Gland–Begnins, deren Ausgangspunkt sich beim Bahnhof Gland befand. Ausserhalb von Gland überquert die Hauptstrasse die Autobahn A1 bei der Zufahrt Gland und kreuzt die Hauptstrasse 124 Route del’Etraz, deren Verlauf auf die antike Landstrasse am Jurafuss zwischen den römischen Städten Colonia Julia Equestris (heute Nyon) und Aventicum (heute Avenches) zurückgeht. Bei Vich wurde 1811 ein römischer Meilenstein aus dem 3. Jahrhundert gefunden, der heute im Römermuseum Nyon aufbewahrt wird.
Danach erreicht die Hauptstrasse 125 auf der Höhe von 456 m ü. M. die Ortschaft Vich selbst und führt, am Berghang ansteigend, durch das bedeutende Weinbaugebiet La Côte. Bei Vich verläuft sie nahe am Ostufer der Serine, des wichtigsten Quellbaches der Promenthouse. Zwischen dem Bachbett und der Strasse baute die Schweizer Armee im Zweiten Weltkrieg ein langes Geländepanzerhindernis sowie Bunker, die zur Sperrstelle Ligne fortifiée de la Promenthouse gehörten und heute mit dem «Tobleroneweg» touristisch erschlossen sind.
Oberhalb der Rebberge passiert die Strasse die Ortschaft Begnins und überquert in einer Schlucht die Serine nochmals und danach deren Nebenbach Ruisseau de la Combe. Hier verläuft sie ein Stück weit direkt neben dem bedeutenden Landschaftsschutzgebiet «Bois de Chênes» (deutsch «Eichenwald»), das wegen seiner artenreichen Wälder und Biotope im Bundesinventar der Landschaften und Naturdenkmäler von nationaler Bedeutung verzeichnet und vom Kanton Waadt als Naturwaldreservat ausgewiesen ist. Von der Brücke über die Serine an liegt die Strasse zudem im Gebiet des Parc naturel régional Jura vaudois.  
Vom Bois de Chênes aus steigt die Hauptstrasse 125 kurvenreich nach Le Muids, einen Ortsteil der Gemeinde Arzier-Le Muids, hinauf. Mit starker Steigung und weiteren grossen Kurven passiert die Hauptstrasse die vielen weiteren, in aussichtsreicher Lage am Berghang gebauten Wohnquartiere der Gemeinde Arzier-Le Muids und quert dabei zweimal die Bahnstrecke Nyon–Saint-Cergue–Morez. Oberhalb von Arzier führt die Strasse durch den Bergwald am Jurahang und danach durch offene Bergweiden und an der Wiese «La Fréterette» vorbei, die mit ihren wertvollen Pflanzen und Strukturelementen im Bundesinventar der Trockenwiesen und -weiden von nationaler Bedeutung aufgeführt ist. Danach erreicht die Strasse das Bergdorf Saint-Cergue, wo sie nochmals die Bahnlinie überquert und auf der Höhe von 1041 m ü. M. an der Kreuzung mit der Hauptstrasse 123 endet, die als Route de France gegen Westen über den Col de la Givrine zur Landesgrenze mit Frankreich führt.

## Öffentlicher Verkehr
Auf Teilstrecken der Hauptstrasse 125 verkehren Fahrzeuge von Postauto-Linien der Region Nyon.

## Bilder

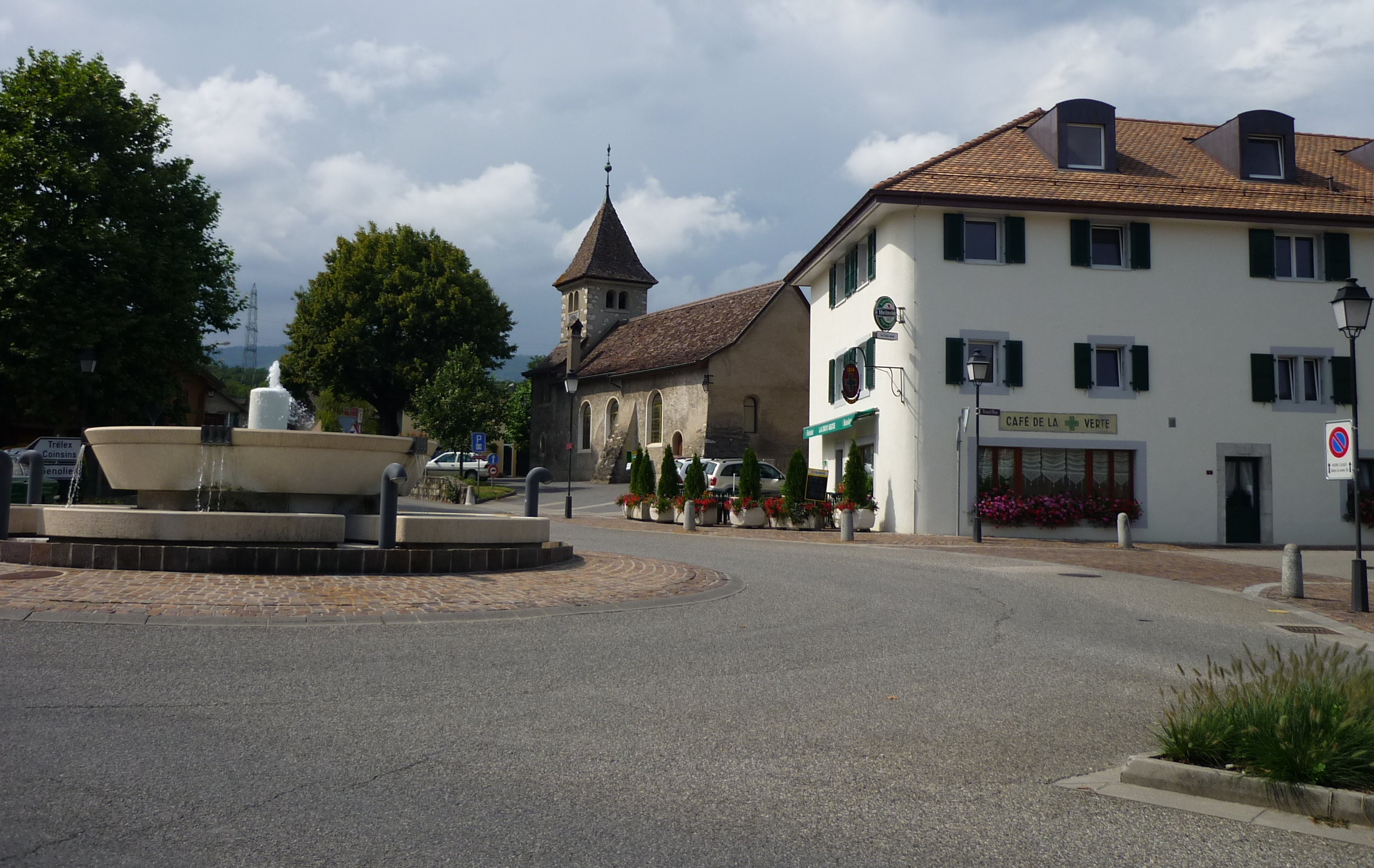
Hauptstrasse 125 in Vich
Arzier
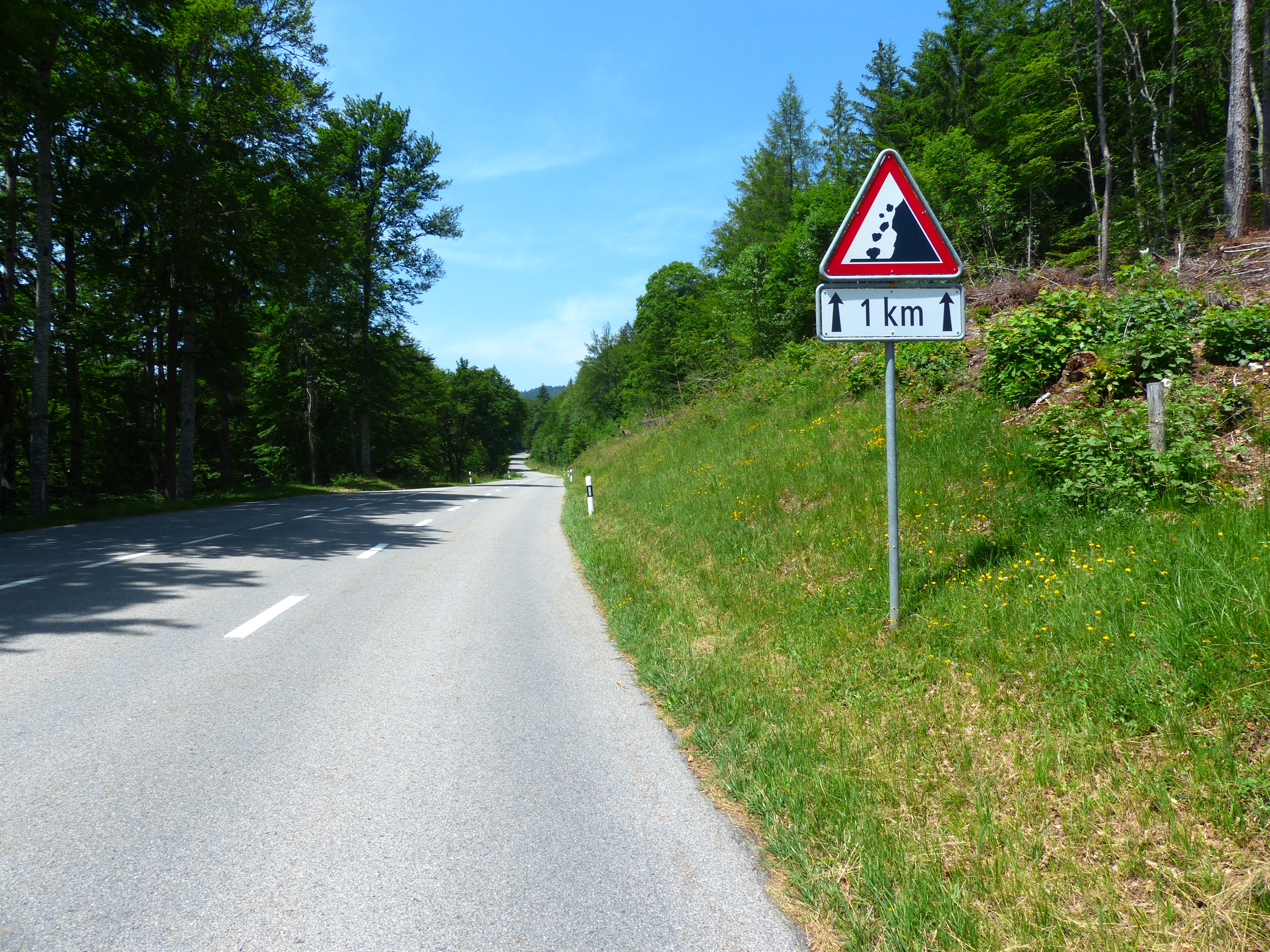
Warnsignal «Steinschlag» (bei Arzier)
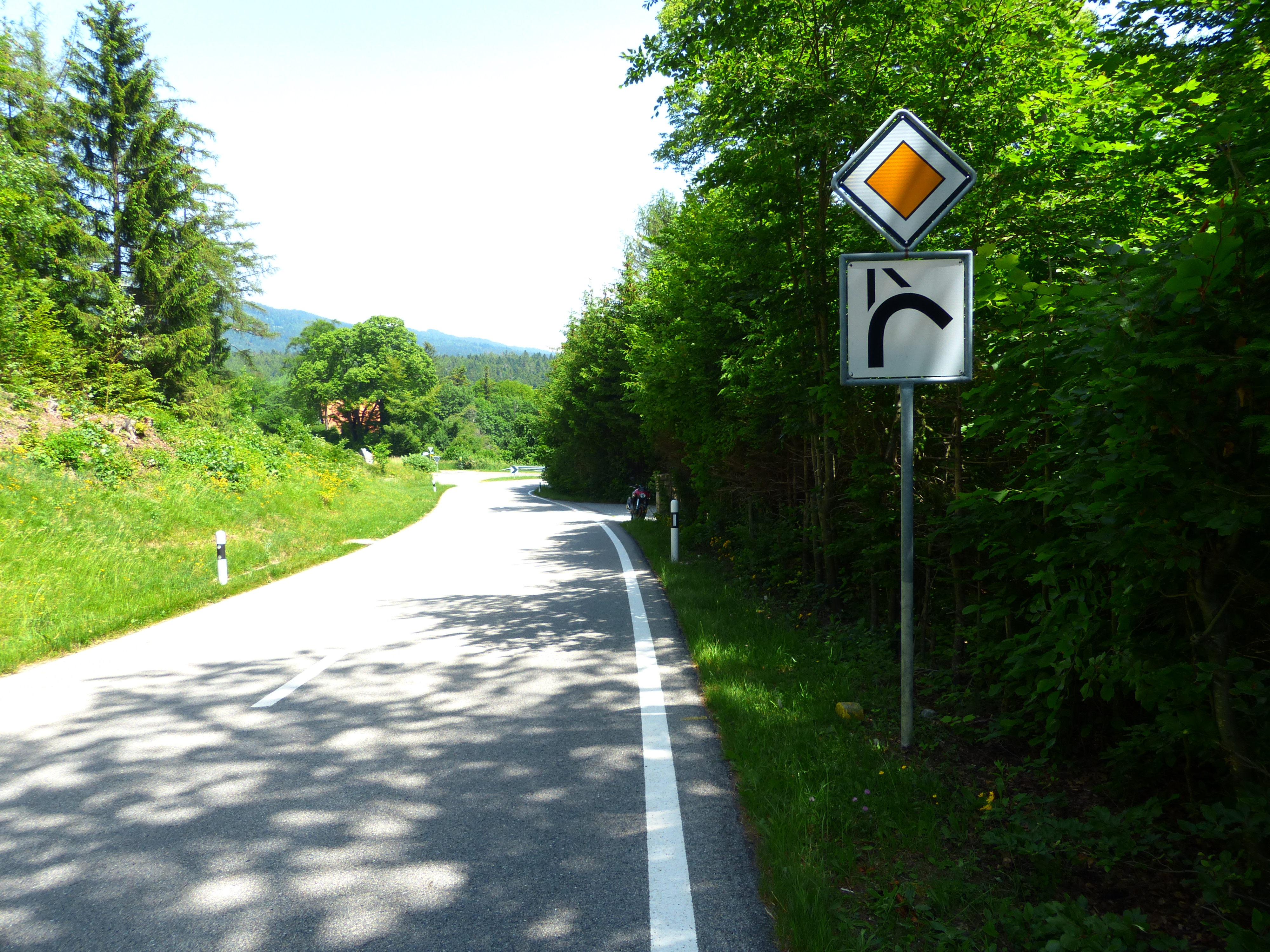
Hauptstrassenzeichen und Warnsignal «Kurve nach rechts» (bei Arzier)
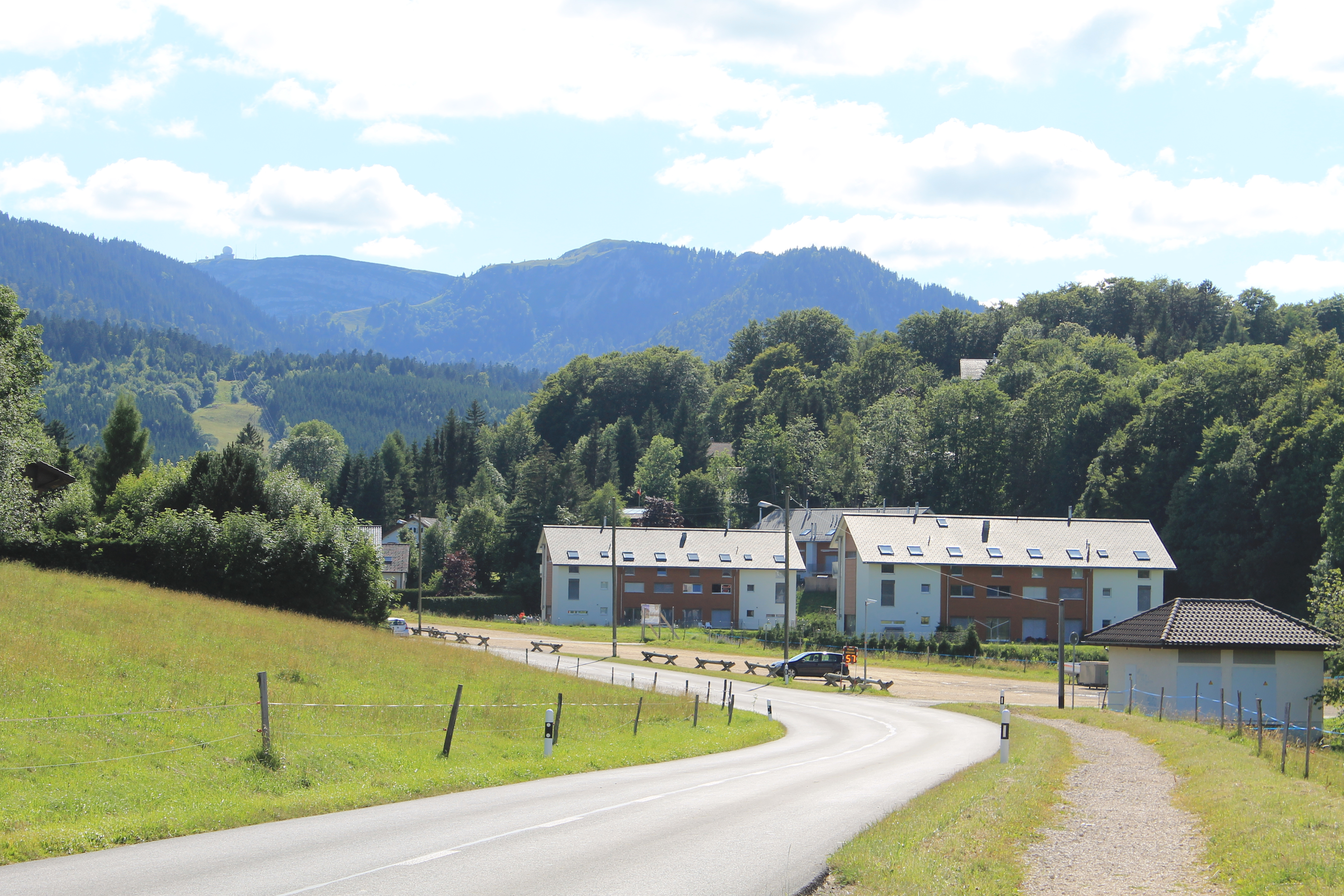
Saint-Cergue
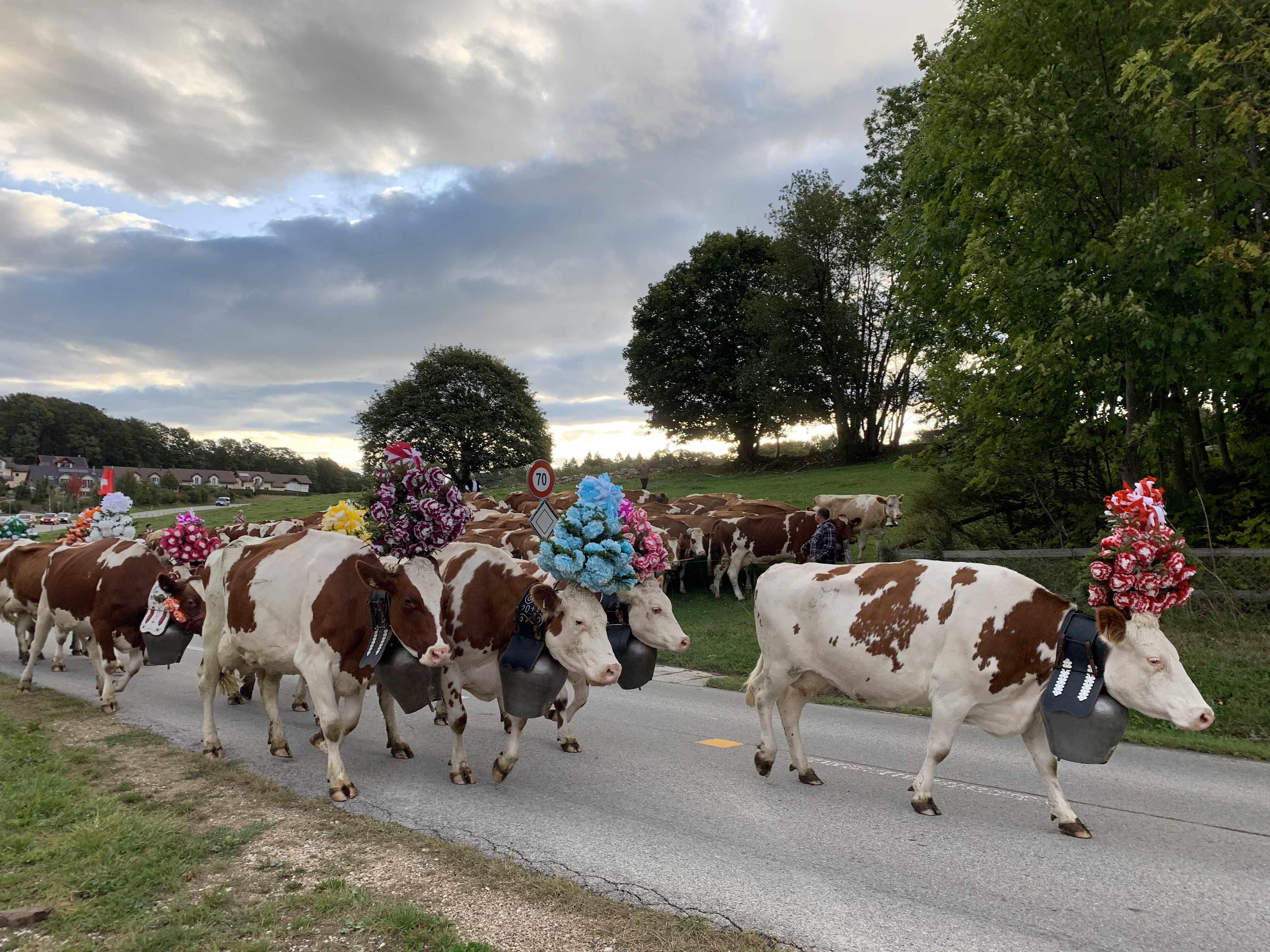
Alpabzug in Saint-Cergue (2019)
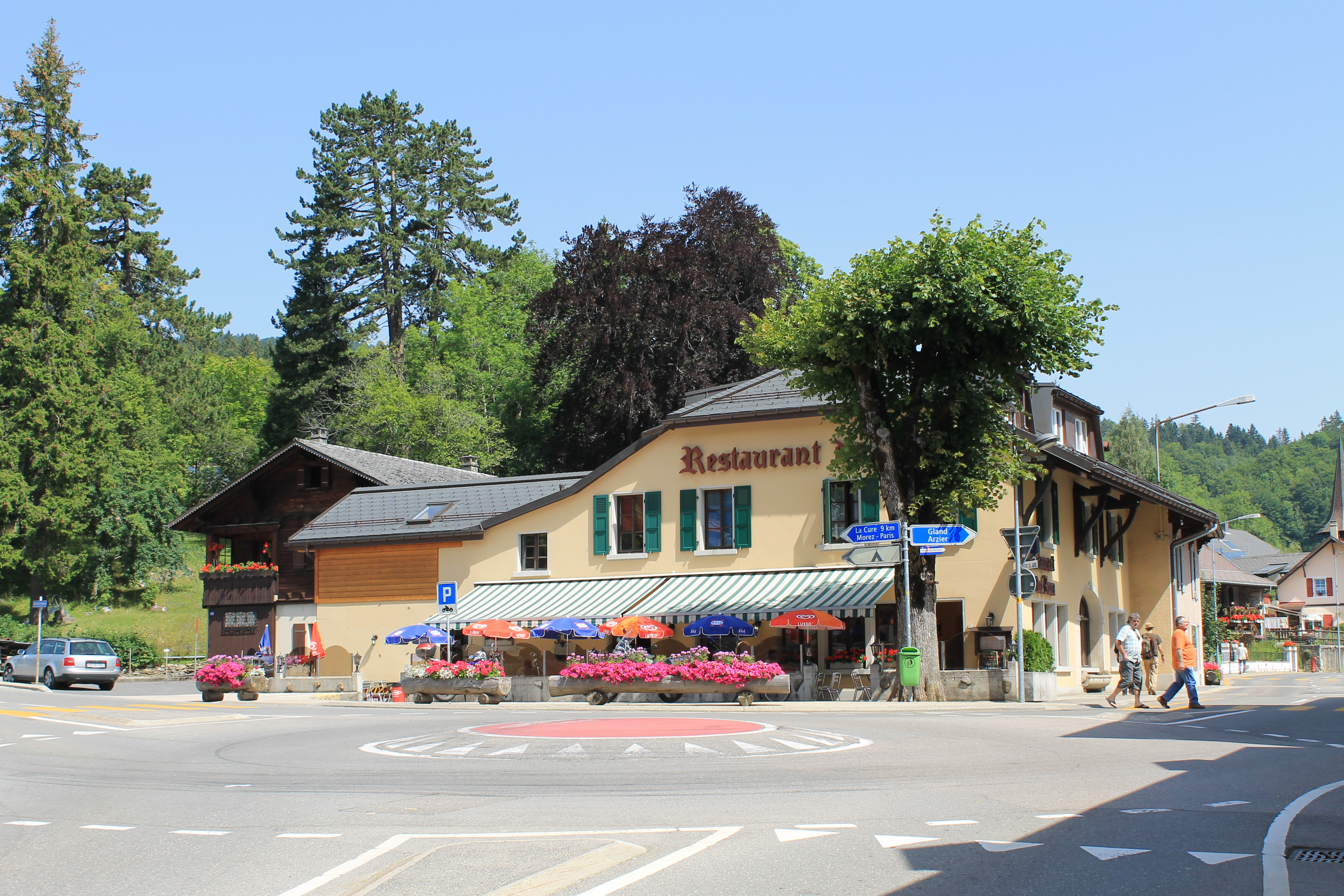
Kreuzung in Saint-Cergue